# Pholidocarpus mucronatus
Pholidocarpus mucronatus là loài thực vật có hoa thuộc họ Arecaceae. Loài này được Becc. miêu tả khoa học đầu tiên năm 1886.